# Кума (река, Каспийско море)
Вижте пояснителната страница за други значения на Кума.
Кума̀ (на кабардино-черкезки: Гум; на чеченски: ГӀум – „пясък“, „пясъчна“, на карачаево-балкарски: Гум суў) е река в Северен Кавказ, Русия в Карачаево-Черкесия, Ставрополски край, Дагестан и Калмикия. Дължината ѝ е 802 km, която ѝ отрежда 67-о място по дължина в Русия. Влива се в Каспийско море.
Река Кума води началото си от северния склон на Скалистия хребет на Кавказ, на 1 917 m н.в., северно от село Верхная Мара в Република Карачаево-Черкесия. След село Красновосточни напуска пределите на Република Карачаево-Черкесия и навлиза в Ставрополски край. До град Минералние води течението ѝ има планински характер, като протича в долина с високи и стръмни брегове. След излизането си в равнината долината ѝ става широка и течението ѝ придобива спокоен характер с множество меандри, старици и протоци. При навлизането си в Прикаспийската низина при град Нефтекумск течението ѝ се разделя на няколко ръкава, водата в които много рядко достига до Каспийско море, като се губи в прикаспийските степи и пясъци. В последните си около 120 km служи за граница между Република Дагестана на юг и Република Калмикия на север.
Площта на водосборния басейн на Кума е 33 500 km2 и се простира на територията на Карачаево-Черкесия, Кабардино-Балкария, Ставрополски край, Калмикия и Дагестан. На юг водосборният басейн на реката граничи с водосборния басейн на река Терек, на запад – с водосборния басейн на река Кубан, на северозапад – с водосборния басейн на река Дон, а на север – с безотточни райони в междуречието между Кума и Волга.
Река Кума в горното и средното си течение получава множество притоци, от които 5 са с дължина над 100 km:
- 664 km → Суркул – 119 km, 1440 km2, влива се при село Кандли, Ставрополски край;
- 564 km ← Подкумок – 160 km, 2220 km2, влива се северно от село Краснокумское, Ставрополски край;
- 508 km ← Золка – 105 km, 945 km2, влива се при село Солдато-Александровское, Ставрополски край;
- 474 km → Мокри Карамик – 142 km, 1960 km2, влива се при град Зеленокумск, Ставрополски край;
- 301 km → Мокра Буйвола – 151 km, 2490 km2, влива се при град Будьоновск, Ставрополски край.

Подхранването на реката е смесено, почти по равно снежно и дъждовно. Средният годишен отток при станица Суворовска (Ставрополски край) е 10,9 m3/s. Мътността на реката е много висока и годишно тя отлага в долното си течение около 600 хил. тона наноси. Ледовият режим се проявява от края на ноември или началото на декември до началото на март. За нея са характерни пролетните наводнения на долината ѝ.
По течението на реката са разположени 4 града в Ставрополски край – Минералние води, Зеленокумск, Будьоновск и Нефтекумск.
Водите на Кума имат голямо стопанско значение. С тях се напояват няколко хиляди хектара засушливи земи, разположени в обширната Кумска долина. За тази цел са изградени Терско-Кумският и Кумо-Маничкият напоителни канали. Оттокът ѝ в средното и долното течение е урегулиран чрез Отказненското водохранилище (при село Отказное, Ставрополски край).